# Staphylococcus epidermidis
Staphylococcus epidermidis é uma espécie de bactéria firmicute, caracterizada por ser coagulase negativa. Pertence ao gênero Staphylococcus. É uma bactéria gram-positiva arranjada em cachos e tétrades.
Por muito tempo foi considerada uma espécie comensal, porém sabe-se, hoje, que ela é um patógeno oportunista responsável principalmente por infecções hospitalares, através de cateteres, sondas (material de plástico) bem como próteses devida sua capacidade de formar biofilmes. Os biofilmes dificultam a chegada de drogas antimicrobianas e até mesmo de células fagocíticas ao foco de infecção.
As infecções causadas por esta espécie são geralmente oportunistas e de origem hospitalar (nosocomiais). S. epidermidis não produz muitas toxinas e exoenzimas que danificam os tecidos, como é observado em S. aureus, por outro lado o sucesso patogênico dessa espécie se deve à sua capacidade de aderir à superfícies e permanecer nelas através de determinantes que promovem a sua persistência no hospedeiro. Por ser um microrganismo ubíquo, S. epidermidis pode ser um importante transportador e reservatório para genes de resistência antimicrobiana, podendo transmití-los à outras bactérias. 
Identificação da espécie pode ser feito após prova de Catalase e Coagulase com um antibiograma evidenciando a sua sensibilidade a Novobiocina.

## Patologias
- Endocardite
- Pústulas de acne
- Furúnculo
- Abscessos
- Outras patologias associadas ao estado de imunossupressão.